# Museo Nacional de la Magna Grecia
El Museo Nacional de la Magna Grecia o Museo Arqueológico Nacional de Regio de Calabria es uno de los museos arqueológicos más destacados de Italia. Está ubicado en Regio de Calabria y contiene una importante colección de objetos procedentes de las excavaciones de lugares de la Magna Grecia.

## Historia del museo
Inicialmente, en 1882 se había inaugurado el Museo Cívico de Regio de Calabria para albergar los hallazgos de las excavaciones de la zona. Tenía la sede en la biblioteca municipal pero pronto, entre 1887 y 1889, se trasladó a otro edificio que se hallaba junto a los baños romanos. En 1908, un terremoto causó graves daños a este edificio por lo que hubo que construir otro. Su arquitecto fue Marcello Piacentini; se trata de uno de los primeros edificios que fue diseñado específicamente para funcionar como museo que se construyó en Italia.  
El museo actual surgió de la fusión del Museo Estatal con el Museo Cívico de Regio de Calabria. Fue abierto parcialmente al público en 1954 pero su inauguración oficial no se produjo hasta 1959. Fue cerrado al público para ser restaurado en 2009 y reabierto en 2016.

## Colecciones

### Épocas prehistóricas
El museo se inicia con una sección que recoge hallazgos de los periodos cronológicos anteriores al surgimiento de las colonias de la Magna Grecia. 
Son destacables herramientas de piedra y restos de huesos del paleolítico, guijarros pintados del mesolítico, conchas perforadas que sirvieron como adornos, así como pintura rupestre de un bos primigenius del paleolítico superior.
Del neolítico hay también herramientas de piedra, entre las que se encuentran algunas utilizadas para las tareas agrícolas, para producir objetos de uso cotidiano, para la realización de estatuillas y para producir joyas. También hay hallazgos que muestran la evolución de la cerámica durante este periodo. 
Por otra parte se encuentran los hallazgos desde el segundo milenio a. C. hasta el siglo VIII a. C.,  que pertenecen a la Edad del Bronce y al periodo inicial de la Edad del Hierro. Hay objetos de metal y cerámica decorada, entre la que destaca un gran pitoi encontrado en Broglio di Trebisacce. También se muestra la evolución de las prácticas funerarias. Otros objetos destacados son una estatuilla de marfil de origen minoico que procede de Punta di Zambrone, y joyas procedentes de necrópolis del principio de la Edad del Hierro.

### Ciudades y santuarios de la Magna Grecia
Las primeras colonias griegas en el sur de Italia, Síbaris y Crotona, surgieron a finales del siglo VIII a. C. En el museo hay monedas de estas ciudades. De un santuario de Atenea que había en Timpone della Motta proceden numerosas piezas de cerámica. También se halla una estela grabada con una inscripción de carácter público y religioso del siglo VI a. C. que fue encontrada en San Brancato di Tortora. 
Procedentes de la antigua Hiponio, fundada en el siglo VII a. C., se encuentra un importante depósito de ofrendas votivas a Perséfone de cerámica y objetos de metal. Estos últimos se trituraban para evitar que fueran reutilizados. Otra serie de ofrendas votivas, entre las que se encuentran estatuillas femeninas y masculinas, proceden de la antigua Medma, fundada en el siglo VI a. C.
Dentro de un recipiente cilíndrico se encontraron 39 tablillas de bronce con inscripciones. Proceden del templo de Zeus olímpico de Locros. De esta ciudad proceden también ofrendas votivas a Perséfone y a Afrodita. El culto a Perséfone tenía una especial importancia en esta ciudad, como atestiguan los hallazgos del santuario de Mannella, que incluyen estatuillas de terracota, espejos, armas y otros objetos de metal. Otros objetos proceden de santuario de Marasa, que incluyen una columna y un grupo escultórico de los Dióscuros. Hay también un grupo escultórico de un caballero y una esfinge.
De Caulonia destacan las árulas, unos pequeños altares de terracota decorados que se usaban como altares domésticos. También hay fragmentos arquitectónicos de un santuario de esta ciudad.
En Crimisa, fundada a finales del siglo VII a. C. se encontraba un santuario de Apolo Aleo que fue erigido en el siglo VI a. C. De aquí procede una escultura cuya cabeza y extremidades estaban hechas de mármol de Paros y el resto del cuerpo de un armazón de madera decorado ricamente con telas y joyas. Es destacable también una estatuilla de oro que representa a Apolo.
|                                                             |
| Una de las tablillas del templo de Zeus olímpico de Locros. |

|                                                  |
| Grupo escultórico de un caballero y una esfinge. |

|                               |
| Escultura hallada en Crimisa. |

|                                                                       |
| Pínax donde se representa el rapto de Perséfone (hacia 460-450 a. C.) |

### Vida cotidiana y necrópolis de la Magna Grecia
En el área del antiguo teatro de Locros, del periodo helenístico, se han conservado cuatro antefijas decoradas con una cabeza de sileno, así como una estatua de Afrodita Urania sentada con una tortuga a los pies y un recipiente ritual decorado con máscaras teatrales y cariátides. También hay objetos de uso cotidiano que provienen de Locros. 
Por otra parte se expone la evolución de las prácticas funerarias a través de los hallazgos de las necrópolis de Metauro y de Lucifero (en Locros). Son destacables la colección de espejos de bronce y un recipiente con la forma de una ménade bailando.  
Otros objetos, como un rico vestido masculino del siglo IV o III a. C., jarrones y armaduras, proceden de la necrópolis de Laos. También hay piezas halladas en la necrópolis de Torre Inferrata (en Castellace). De este lugar procede una placa de bronce con una inscripción  dedicada a Heracles Regino.
Por otra parte, entre las piezas de particular interés halladas en la necrópolis de Varapodio, se encuentra una copa de vidrio decorada de oro, y un par de aretes de oro con cabezas de antílope.
Otro objeto destacado es un suelo de mosaico de los siglos II/I a. C. hallado en la antigua Tauriana (en la actual Palmi). A este lugar también pertenece una colección de platos de plata fechados hacia 100-70 a. C.

### Historia de Regio
Otro sector de museo está dedicado a la evolución histórica de Regio, con restos que abarcan desde la época de la pre-colonización griega hasta la época romana.
Se muestra la evolución de la moneda, la cerámica, objetos procedentes de santuarios y necrópolis, la organización política de la ciudad en época romana, entre otros aspectos.
Entre las piezas singulares destaca el «Kuros de Regio», una estatua fragmentaria de mármol de Paros fechada en torno al 500 a. C. Se discute si representa a un atleta o al dios Apolo.
Por otra parte se encuentran los destacados Bronces de Riace, que fueron descubiertos en 1972. Estas dos estatuas procedían de Grecia y probablemente pertenecen al siglo V a. C., aunque tanto la datación como los personajes que representan han sido objeto de debate.
Por otra parte, se encuentran objetos del llamado naufragio de Porticello, que ocurrió hacia finales del siglo Vo principios del IV a. C. Estos incluyen restos de la embarcación, cerámica y recipientes para transportar tinta. También se encontraron fragmentos de estatuas de bronce. Una de ellas se conoce como la «cabeza de filósofo». También destaca la llamada «cabeza de Basilea».
|                 |
| Kuros de Regio. |

|                  |
| Bronces de Riace |

|                    |
| Cabeza de filósofo |

|                   |
| Cabeza de Basilea |

### Necrópolis helenística y otros objetos
Por último, en otro sector se encuentran una serie de piezas halladas durante la construcción del museo que pertenecen a una necrópolis del periodo helenístico —aunque algunos materiales hallados pertenecen a la época clásica—, así como una serie de piezas procedentes del antiguo museo cívico que incluyen inscripciones y elementos arquitectónicos de edificios de diferentes épocas históricas.